# 갈레아초 말라테스타
갈레아초 말라테스타(Galeazzo Malatesta, 1385년–1461년)는 이탈리아의 콘도티에로이자 페사로와 포솜브로네의 군주이다.
그는 말라테스타 4세 말라테스타와 엘리사베타 다 바라노 사이에 태어난 장자이다. 1405년에 바티스타 다 몬테펠트로와 혼인했다. 그는 용기 부족과 그의 가문의 대부분의 남자 일원들과 다르게 전술을 익히지 못해 "서투른"이라는 별칭을 지녔었다.
1413년에 그의 아버지와 함께 그는 안코나 인근 실패한 카포디몬테 공격에 참여했었다. 1416년에 그는 사촌인 카를로 1세 말라테스타와 함께 산테지디오 전투에 있었고 포로로 잡히게 되었다. 자유가 된 갈레아초는 카를로와 그의 아버지가 사망한 1429년까지 그의 사촌을 따라다녔다. 갈레아초는 그 후 페사로의 군주가 되었다. 1430년 그는 그의 친척 시지스몬도 판돌포 말라테스타에게 들고 일어난 반란을 지원하였다. 1431년에 그는 형편없는 국정 관리로 인해 그의 형제 카를로와 함께 페사로에서 쫓겨나가 되었고, 베네치아로 망명을 가게 되었다. 교황령을 상대로 몇 번의 전투를 치른 후, 그는 페사로로 돌아올 수 있었다.
1433년에 그는 리미니에서 온 그의 친척 시지스몬도 판돌포에게서 페사로와 포솜브로네를 방어하기 위해 페데리코 3세 다 몬테펠트로를 고용했다. 그는 자신의 영지를 계속 유지할 수 있었지만, 콘도티에로를 고용하면서 그의 빚이 엄청나게 불어나게 되면서, 1444년에 그는 페사로를 20,000 플로린을 받고 알레산드로 스포르차에게 넘긴다. 2년 뒤 그는 포솜브로네를 13,000 플로린에 페데리코 다 몬테펠트로에게 주었다. 이로 인해 교황에게 파문을 당하였으며, 이후에도 그는 명목상 교황의 지배를 받던 두 개의 마을을 팔아넘긴다.
1448년 그는 그의 친척들인 시지스몬도 판돌포와 페사로를 공격하며 갈레아초를 압박했던 도메니코 말라테스타와 평화를 맺는다. 하지만 갈레아초의 의도는 피렌체의 개입에 의해 실패되고 만다. 그는 이후 피렌체에 거주하다 1461년에 사망했다.